# Font de les Fonts
La Font de les Fonts és una font de la Serra de Boumort, de l'antic terme d'Hortoneda de la Conca, pertanyent a l'actual municipi de Conca de Dalt, al Pallars Jussà. És a prop del límit amb el terme municipal d'Abella de la Conca, a la vall de Carreu.
Està situada a 1.850 m d'altitud, al costat meridional de la Serra de Boumort, al Pletiu dels Roquissos, al sud-oest del Cap de Boumort. És al nord de Galliner, on es forma el barranc de Galliner, afluent del riu de Carreu.